# Distretto di Jauja
Il distretto di Jauja è uno dei trentaquattro distretti della provincia di Jauja, in Perù. Si trova nella regione di Junín e si estende su una superficie di 10,10  chilometri quadrati.